# Uva sultanina

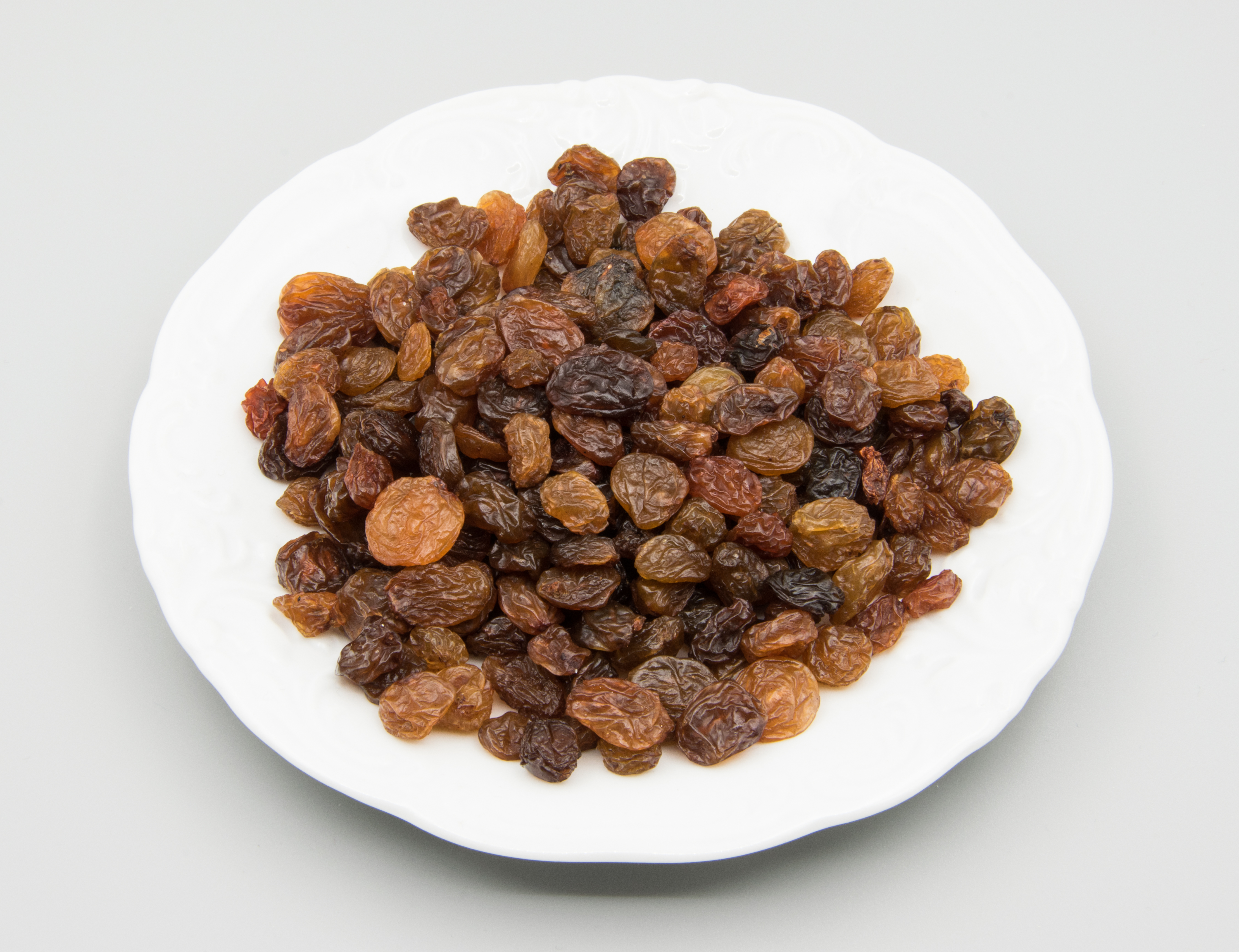
Piatto di uva passa

L'uva sultanina (chiamata anche impropriamente, uva passa) è una varietà di uva che viene solitamente sottoposta a un procedimento di essiccazione naturale.

## Caratteristiche

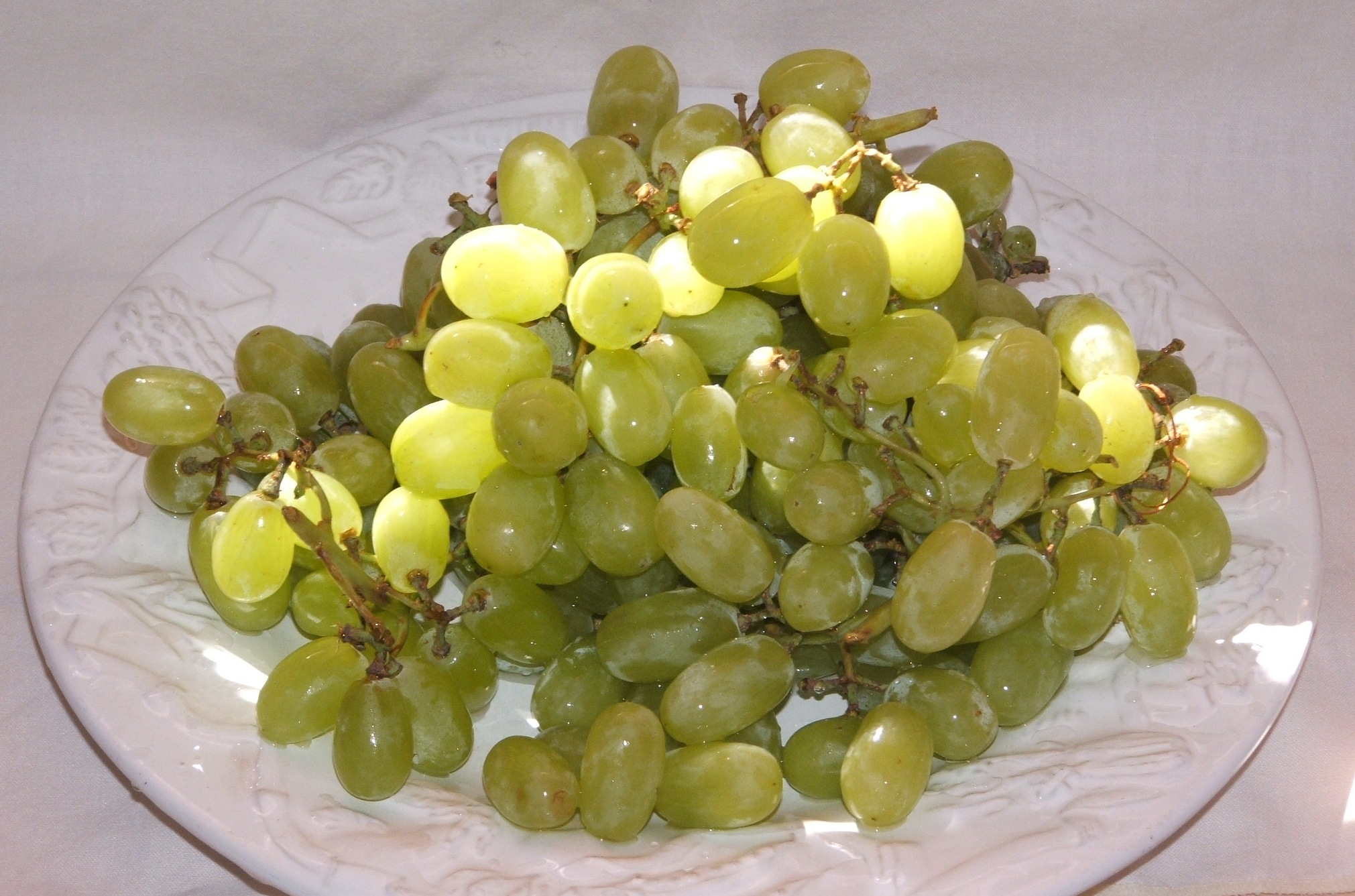
Grappolo di uva sultanina.

L'uva sultanina ha origine greca, albanese, turca o iraniana. È un'uva bianca caratterizzata dal possedere acini piccoli, senza semi ed alto contenuto di glucidi. Gli acini si presentano di colore verde chiaro sebbene, giunti ad un elevato grado di maturazione, possano assumere una colorazione ambrata ed un elevato grado di contenuti zuccherini.
Questa uva è molto dolce per l'elevata concentrazione di zuccheri. Se viene conservata per lunghi periodi gli zuccheri si cristallizzano all'interno degli acini. Ciò rende i frutti sabbiosi, ma non incide sull'utilizzabilità del prodotto: per decristallizzarla è sufficiente immergerla per qualche minuto in un liquido (alcol, succo di frutta o acqua bollente) al fine di sciogliere lo zucchero. Nel caso si desideri farle acquisire morbidezza, ossia ottenere una parziale reidratazione degli acini, per l'uso in cucina e pasticceria, va immersa solo in acqua, in quanto l'uso di liquori a forte gradazione alcolica impedisce la reidratazione.

## Varietà simili

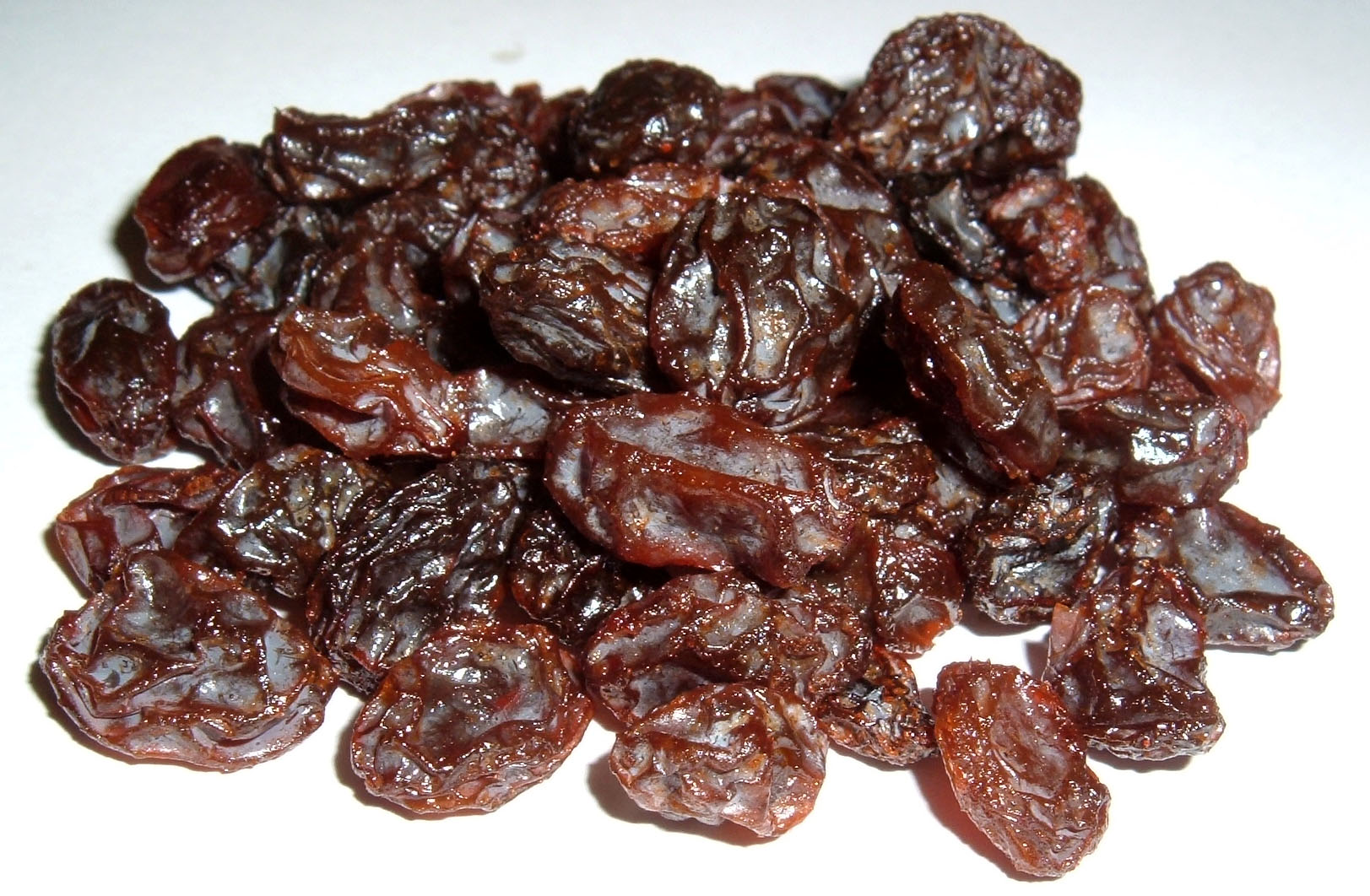
Uvetta di Corinto.

La cultivar Corinto Nero ha chicchi più piccoli e neri ed è detta "uvetta di Corinto"; negli Stati Uniti d'America è nota come Zante currants (uvetta di Zante), oppure come Thompson Seedless, dal nome di William Thompson, il primo viticoltore a coltivarla in California.

## Produzione
Verosimilmente prende il nome dalla città Sultania, o Soldania, oggi Sudak), nella penisola della Crimea, antico porto commerciale veneziano e genovese sulla via della seta. Il termine "uva sultanina" sembra comparire in italiano per la prima volta intorno al 1860 in testi commerciali, e si riferisce ad una qualità delle uve passe importate da Smirne. Attualmente la Turchia e l'Australia sono i maggiori produttori di questa uva.
Esistono diverse varietà di questa uva, tra cui:
- Uvetta di Corinto: di colore bluastro-nero e solitamente proveniente dal Medio Oriente
- Uva sultanina: quella più comune, coltivata anche in Italia e di colore giallo-dorata
- Uva di Smirne: proviene dalla città omonima e presenta un colore scuro con dimensioni maggiori rispetto alla classica uva sultanina
- Uva di Malaga: di colore più chiaro ed è riscontrabile anche in Italia
- Uva passa con la varietà Moscato o Zibibbo: si tratta di un'uva dolce, prodotta in Sicilia.